# Pozo-Lorente
Pozo-Lorente er en by og kommune i det sydøstlige Spanien i provinsen Albacete. Den har et indbyggertal på 386 (2024) indbyggere.